# Otto Winkler
Otto Winkler (* 6. August 1885 in Dresden; † 17. April 1960 ebenda) war ein deutscher Bildhauer.

## Leben
Aufgewachsen in Dresden, war Winkler von 1900 bis 1910 als Schiffsjunge und später Matrose bei der Handelsflotte und in der Hochseefischerei tätig. In dieser Zeit besuchte er in Hamburg die Navigationsschule und legte das Examen als Steuermann ab. Von 1911 bis 1912 studierte er an der Dresdner Kunstgewerbeschule bei Karl Groß. Von 1912 bis 1914 studierte er an der Dresdner Kunstakademie und war Schüler bei Robert Diez und bei Selmar Werner. In den Jahren des Ersten Weltkrieges wurde er als Marinesoldat einberufen. Anschließend setzte er sein Studium in den Jahren von 1918 bis 1923 an der Dresdner Kunstakademie fort und war Schüler bei Karl Albiker und bei Robert Diez. Ab 1923 war er freischaffend in Dresden tätig. In der Zeit von 1933 bis 1945 arbeitete er im Widerstand gegen den Nationalsozialismus und wurde mehrfach mit Haft und Zwangsarbeit abgestraft. Er blieb jedoch Mitglied der Reichskammer der bildenden Künste und konnte sich an wichtigen Ausstellungen beteiligen. 1945 verlor er durch die Luftangriffe auf Dresden sein Atelier in der Kamelienstraße 1 und somit sein künstlerisches Gesamtwerk sowie seine Wohnung in der Elsasser Straße 7, beide in der Johannstadt gelegen.
Nach dem Ende des NS-Staats arbeitete Winkler in Dresden weiter als Bildhauer. Er war ein begabter, realistischer und detailgetreuer Porträtbildhauer und schuf auch Kleinplastiken. 1949 wurde er als Dozent für Plastik an die Hochschule für Bildende Künste berufen. Er war auf 1946 auf der Allgemeinen Deutschen Kunstausstellung und 1949, 1953 und 1958 auf den Deutschen Kunstausstellungen in Dresden vertreten. 1960 erhielt er den Martin-Andersen-Nexö-Kunstpreis.
Er wurde auf dem Friedhof Loschwitz beerdigt.

## Weitere Darstellungen Winklers in der bildenden Kunst
- Etha Richter: Bildhauer Otto Winkler (Plakette, Bronze, 1948)[3]
- Wilhelm Rudolph: Bildnis des Bildhauers Otto Winkler (um 1958, Öl auf Leinwand, 100 × 75 cm; Galerie Neue Meister Dresden, Gal.-Nr. 3859)[4]

## Werke (Auswahl)
- Hochofenarbeiter (Skulptur, Bronze, 67 cm; um 1940)[5][6]
- Steinbrucharbeiter (Skulptur, Bronze; um 1943)[7]
- Porträt des Malers Edmund Götz (Bronze, 1950)[8]
- Stalin (Denkmal, Bronze auf Stein, um 1953; in Freiberg/Sachsen)[9][10]
- Porträt einer jungen Frau (Bronze; ausgestellt 1958/1959 auf der Vierten Deutschen Kunstausstellung)[11]
- Porträt Frau L. (Bronze)[12]

## Sicher belegte Teilnahme an Ausstellungen in der Zeit des Nationalsozialismus
- 1933: Dresden, Brühlsche Terrasse („Die Kunst dem Volke“)
- 1934: Dresden, Brühlsche Terrasse („Sächsische Kunstausstellung“)
- 1940 und 1942: München („Große Deutsche Kunstausstellung“)
- 1941 und 1943: Dresden, Brühlsche Terrasse („Große Dresdner Kunstausstellung“)
- 1943: Dresden, Brühlsche Terrasse („Kunstausstellung Gau Sachsen“)